# Zyx notabilis
Zyx notabilis är en loppart som beskrevs av Smit 1953. Zyx notabilis ingår i släktet Zyx och familjen Stivaliidae. Inga underarter finns listade i Catalogue of Life.